# مارکوس مونتا
مارکوس مونتا (اسپانیایی: Marcos Moneta‎؛ زادهٔ ۷ مارس ۲۰۰۰) بازیکن راگبی ۷ نفره اهل آرژانتین است.
وی در مسابقات کشوری و بین‌المللی در مجموع برندهٔ ۱ مدال طلا، ۱ مدال برنز شده‌است.